# Eugene Balon
Eugene Kornel Balon, též Evžen K. Balon či Eugeniusz Kornel Bałon, (1. srpna 1930, Orlová – 4. září 2013, Guelph, Ontario, Kanada) byl kanadský ichtyolog československého původu, polské národnosti, spisovatel a cestovatel.

## Život
Eugeniusz Bałon absolvoval polskou základní školu a později Polské gymnázium Juliusze Słowackého (Polskie Gimnazjum Realne im. Juliusza Słowackiego) v Orlové. V letech 1949–1962 (včetně postgraduální výuky) studoval na Přírodovědecké fakultě UK pod vedením prof. Oty Olivy, jenž se stal později předním českým ichtyologem. Pracoval i jako výzkumník ve Slovenské akademii věd v Bratislavě, následně v letech 1967–1971 působil jako expert OSN na přehradě Kariba v Zambii. V roce 1971 se rozhodl, že již zůstane na Západě, a usadil se v Ontariu, kde se spřátelil s rodinou Josefa Škvoreckého. Pracovně pak působil na pěti kontinentech, zúčastnil se mnoha expedicí organizovanými např. Rhodes University v Grahamstownu (Borneo, Sarawak, souostroví Comoro mezi Madagaskarem a Zanzibarem). Během dlouhodobého vědeckého pobytu v Japonsku si jej oblíbil i japonský císař Akihito, milovník ryb. V Africe obdivoval řeku Okavango, jež se nevlévá do moře, ale do pouště Kalahari, a označil ji jako jeden z divů světa. Publikoval řadu článků v odborných časopisech, k některých projektům (Dunaj, Kariba) se vyjadřoval skepticky. V roce 1995 odešel do důchodu, když se jeho názory zpochybňující darwinistický determinismus v akademickém prostředí setkaly s negativní odezvou. Stal se uznávaným znalcem fauny a ekosystému Afriky. Je zakladatelem jednoho z nejznámějších ichtyologických pracovišť na světě na univerzitě v kanadském Guelphu.
Jsou po něm pojmenovány dvě ryby: evropský Gymnocephalus Baloni a africká Tilapia Baloni. Věnoval se též výzkumu živoucí fosílie rodu Coelocantha.
Eugene Balon byl od roku 1980 ženatý s Christine Flegler. Z prvního manželství má jednoho syna, Janusza S. Balona.